# Sumida (Tokyo)
Sumida (墨田区?, Sumida-ku) è uno dei 23 quartieri speciali di Tokyo, Giappone.
Il nome del distretto deriva dall'omonimo fiume Sumida (隅田川, Sumida-gawa) che lo attraversa. Tuttavia, il primo carattere è stato sostituito dall'omonimo primo carattere del nome alternativo dell'argine del fiume (墨堤 bokutei, "argini di Sumida-gawa").

## Geografia
Sumida si trova nella parte nord-orientale di Tokyo, con il fiume Sumida come confine a ovest, i quartieri di Adachi e Arakawa a nord, Taitō e Chūō a ovest, Katsushika a est e Kōtō a sud.

### Luoghi di interesse
- Tokyo Sky Tree: Torre di trasmissione della televisione digitale terrestre utilizzata dalla NHK e da altre emittenti. È la torre più alta del mondo e la struttura artificiale più alta del Giappone.
- Ryōgoku Kokugikan: Stadio nazionale di sumo.
- Museo Edo-Tokyo.
- Sede della Asahi Breweries: La Asahi Beer Hall con la fiamma Asahi, creata dal designer francese Philippe Starck nel 1989, è una delle strutture moderne più riconoscibili di Tokyo.
- Ekō-in: Tempio buddista.
- Parco Honjo Matsuzaka-cho: qui sorgeva la residenza di Kira Yoshinaka. Il quarantasette rōnin si tolse la vita durante l'epoca Genroku.
- Hokusai-dori (strada), con una serie di stampe del famoso artista giapponese Hokusai, nato nella zona di Kamezawa, a Sumida.
- Stazione di Kinshichō, tra i luoghi più popolari per giocare al gioco mobile Pokémon GO in tutto il Giappone. È facile vedere persone che fissano i loro telefoni per ore e catturano ogni singolo Pokémon nella zona.
- Sumida Triphony Hall, sala concerti.
- Museo Tobu.
- Tokyo Irei-do (Tokyo Memorial Hall): un memoriale per le persone non identificate che sono morte nel Grande terremoto del Kantō, nel bombardamento di Tokyo durante la Seconda guerra mondiale e in altre catastrofi, a cura di Itō Chūta.
- Parco Yokoamichō, nel quartiere di Yokoami.

## Storia
All'inizio del periodo Edo, il margine orientale della città di Edo si estendeva fino al fiume Sumida. L'area del quartiere di Sumida apparteneva alla provincia di Shimōsa, delimitata dal fiume Sumida, ed era un sobborgo di Edo, con terreni agricoli sparsi su paludi piene di canneti. Tuttavia, in seguito al Grande incendio di Meireki del 1657, l'area urbana di Edo si espanse a est del fiume Sumida e le residenze dei samurai, le case cittadine, i vice magistrati e i magistrati cittadini furono stabiliti principalmente a Honjo, nella parte meridionale del quartiere, e l'area a est del fiume Sumida fu incorporata nella provincia di Musashi. L'urbanizzazione e l'industrializzazione continuarono dopo il periodo Meiji (1868-1912) e nel 1878 fu istituito il quartiere di Honjo nella parte meridionale del distretto, che un tempo era l'area urbana di Edo, mentre il quartiere di Mukojima fu istituito nel 1932 nella parte settentrionale del distretto, che un tempo era un'area rurale. L'area fu gravemente danneggiata dal Grande Terremoto del Kanto e fu nuovamente rovinata dai ripetuti raid aerei su Tokyo alla fine della Guerra del Pacifico, ma la ricostruzione del dopoguerra portò allo sviluppo di un'area centrale con abitazioni e fabbriche di piccole e medie imprese. Nel 1947, i quartieri Honjo e Mukojima si fusero per formare l'attuale quartiere Sumida.

## Economia
- Asahi Breweries ha sede a Azuma-bashi.
- Japan Tobacco ha una fabbrica a Yokokawa.
- Keisei Electric Railway ha sede a Oshiage.
- Lion Corporation, ha gli uffici a Honjo.
- Ferrovie Tōbu ha sede a Oshiage.

## Trasporti

### Ferrovia
JR East
 Linea Chūō-Sōbu: Stazioni di Kinshichō, Ryōgoku.
 Linea Sōbu Rapida: Stazione Kinshicho.
 Ferrovie Keisei
 Linea Keisei Oshiage: Stazioni di Oshiage, Keisei Hikifune, Yahiro.
 Ferrovie Tōbu
 Linea Tōbu Isesaki: Stazioni di Oshiage, Tokyo Skytree, Hikifune, Higashi-Mukōjima, Kanegafuchi.
 Linea Tōbu Kameido: Stazioni di Higashi-Azuma, Omurai, Hikifune.
 Metropolitana di Tokyo
 Linea Hanzōmon: Stazioni di Kinshichō, Oshiage.
 Ufficio metropolitano del trasporto di Tokyo (Tōei)
 Linea Asakusa : Stazioni di Honjō Azuma-bashi, Oshiage.
 Linea Toei Shinjuku: Stazione di Kikukawa.
 Linea Ōedo: Stazione di Ryōgoku.

### Autostrade
Shuto Expressway
C2 Anello Centrale
Percorso N.6 Mukōjima
Percorso n.7 Komatsugawa
Autostrade nazionali
Itinerario 6
Itinerario 14

## Relazioni internazionali

### Città gemellate
- Takahata, Distretto di Higashiokitama, Prefettura di Yamagata.
- Obuse, Distretto di Kamitakai, Prefettura di Nagano.
- Seodaemun-gu, Seul.
- Distretto di Shijingshan, Pechino